# BRMS
BRMS(Business Rule Management System)은 조직이나 기업을 운영하는데 사용되는 복잡하고 다양한 결정 논리를 정의(define), 설치(deploy), 수행(execute), 감시(monitor), 그리고 유지보수(maintain)하는 소프트웨어 시스템을 말한다.

## 같이 보기
- 관계형 데이터베이스 관리 시스템